# 121 Batalion WOP
121 Batalion WOP – samodzielny pododdział Wojsk Ochrony Pogranicza.

## Formowanie i zmiany organizacyjne
Na podstawie rozkazu MBP nr 043/org z 3 czerwca 1950, na bazie 8 Brygady Ochrony Pogranicza, sformowano 12 Brygadę Wojsk Ochrony Pogranicza, a z dniem 1 stycznia 1951 mieszkowicki 38 batalion przemianowano na 121 batalion WOP.
W 1956 9 Brygada przyjęła od 12 Brygady WOP w Szczecinie 121 batalion WOP Mieszkowice. Jednocześnie rozformowano 94 Batalion WOP Słońsk. 
Batalion WOP Mieszkowice został rozformowany w 1958. Strażnice rozformowanych batalionów podporządkowano 93 batalionowi w Słubicach.

## Struktura organizacyjna
- dowództwo, sztab i pododdziały przysztabowe[6] – Mieszkowice
- strażnica nr 50 – Namyślin
- strażnica nr 51 – Czelin
- strażnica nr 52 – Łysogórski
- strażnica nr 53 – Stary Kostrzynek

## Żołnierze batalionu
Dowódcy batalionu
- kpt. Leon Serdyński (1951)
- mjr Jan Baran (1954-1958)

Dowództwo batalionu w 1955:
- dowódca batalionu − kpt. Jan Baran
- zastępca dowódcy batalionu do spraw politycznych − por. Czesław Targański
- zastępca dowódcy batalionu do spraw specjalnych − por. Bronisław Gargała
- szef sztabu batalionu − kpt. Jan Droński
- kwatermistrz − por. Czesław Ignatow